# Cobria transversevittata
Cobria transversevittata là một loài bọ cánh cứng trong họ Cerambycidae.